# Гулиев, Аяз Бахтиярович
Ая́з Бахтия́рович Гули́ев (род. 27 ноября 1996, Москва) — российский футболист, полузащитник азербайджанского клуба «Сабах».

## Клубная карьера

### Ранние годы
Воспитанник московского «Спартака». Заниматься футболом начал в пять лет в «ДЮСШ Спартак-2», а через год перешёл в «Спартак» в группу шестилетних футболистов. В 2013 году дебютировал в дублирующем составе «Спартака», провёл 38 матчей и забил 5 голов.
В 2014 году начал выступать за фарм-клуб «Спартак-2». В сезоне 2015/16 сыграл за «Спартак-2» 23 матча. Свой единственный гол в сезоне забил 11 марта 2016 года в ворота «Луча-Энергии», отличившись на 81-й минуте. В сезоне 2016/17 в составе «Спартака-2» выходил на поле в 17 матчах первенства ФНЛ. Получил 5 жёлтых карточек и не отметился результативными действиями. В январе 2017 года принимал участие в зимних сборах основной команды «Спартака».

### «Анжи» и «Ростов»
В начале 2017 года перешёл в махачкалинский «Анжи» на правах аренды. Свой первый матч провёл 1 марта 2017 года в 1/4 финала Кубка России против «Уфы», отметившись жёлтой карточкой на 80-й минуте. 13 марта 2017 года Гулиев дебютировал в Премьер-Лиге, выйдя в стартовом составе в матче 19-го тура против «Спартака». В сезоне 2016/17 провёл за «Анжи» 11 матчей в чемпионате России, отметившись 4 жёлтыми карточками. 13 июля 2017 года «Анжи» вновь арендовал Гулиева, до конца сезона 2017/18. 22 октября 2017 года забил первый гол в РФПЛ, отличившись в домашней встрече с «Арсеналом» (3:2). В середине декабря «Анжи» досрочно расторг аренду и Гулиев вернулся в «Спартак».

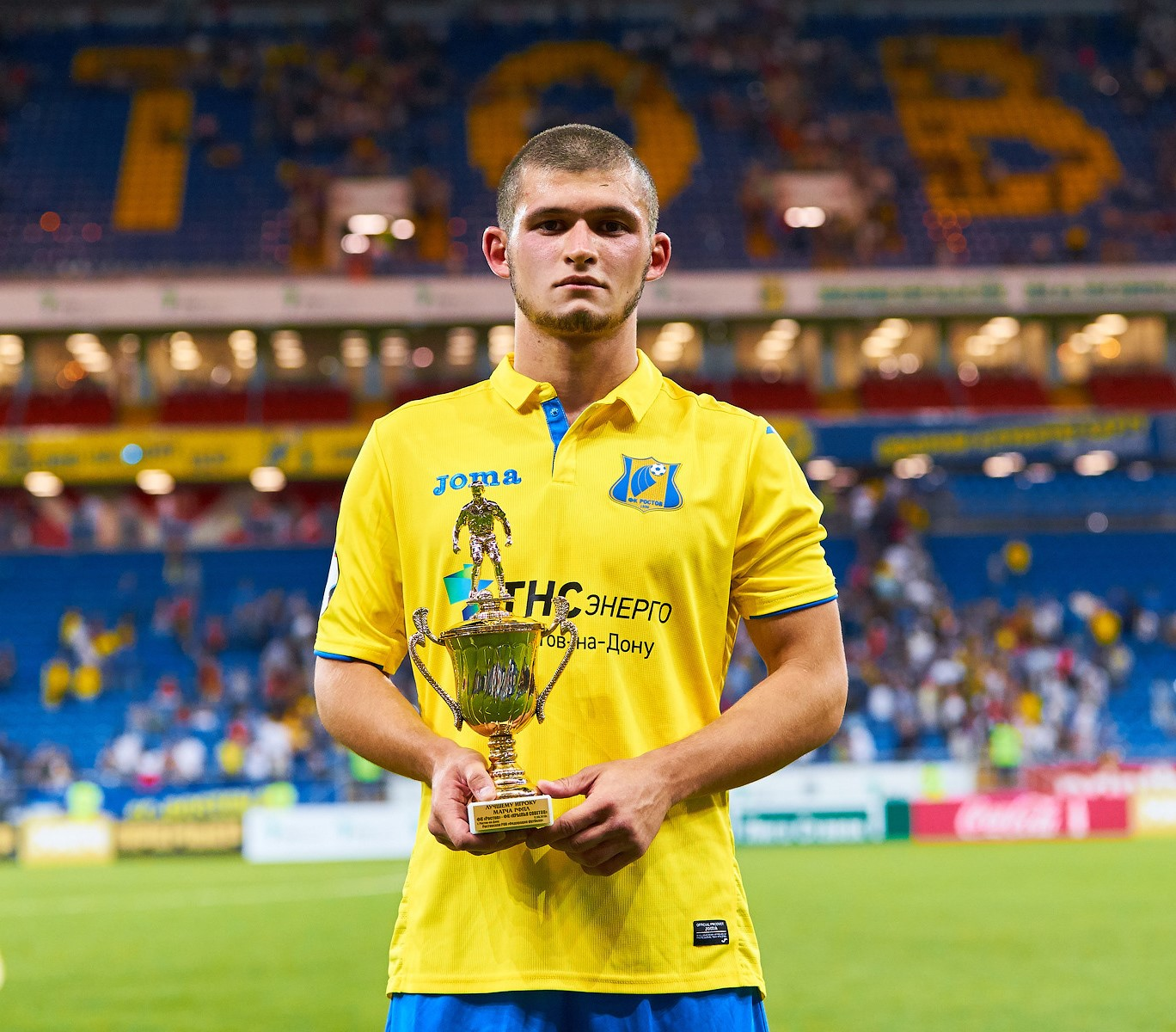
Гулиев в составе «Ростова» 12 августа 2018 года

10 января 2018 года на правах аренды до конца сезона перешёл в «Ростов». Дебютировал 2 марта в гостевом матче против «Краснодара» (1:3). 6 июня 2018 года «Ростов» выкупил Гулиева у «Спартака». Первый гол за «Ростов» забил 19 августа 2018 года в домашнем матче против красноярского «Енисея» (4:0). В августе и сентябре 2018 года был признан лучшим футболистом месяца по результатам голосования болельщиков.

### Возвращение в «Спартак»
9 января 2019 года вернулся в московский «Спартак» и подписал с клубом долгосрочный контракт. Дебютировал за «Спартак» 3 марта 2019 года в матче 18-го тура чемпионата России против «Краснодара» (1:1) выйдя в стартовом составе. 21 апреля 2019 года в матче 24-го тура чемпионата против красноярского «Енисея» (2:0) забил свой первый гол за «Спартак».
25 мая 2020 года руководство «Спартака» приняло решение перевести Гулиева в «Спартак-2» (однако из-за досрочно завершившегося сезона в ФНЛ клуб не тренируется, Гулиев отправился домой и тренируется самостоятельно), он нарушил командную дисциплину, что выразилось в некорректном общении с тренером по физической подготовке Владимиром Чепзановичем. Игрок неоднократно подвергал сомнению указания сербского специалиста. Существовал и вариант досрочного прекращения трудовых отношений по инициативе «Спартака».
В январе 2021 года появилась информация о том, что «Ростов» хочет вернуть Гулиева. 11 мая 2021 года «Спартак» и Гулиев расторгли трудовой договор по соглашению сторон.

### «Арсенал», «Химки» и «Сабах»
21 июня 2021 года на правах свободного агента перешёл в тульский «Арсенал», подписав двухлетний контракт. Дебютировал за клуб 15 августа 2021 года в матче 4-го тура чемпионата России против «Краснодара» (2:3), выйдя на 46-й минуте. Всего в сезоне 2021/22 за «Арсенал» провёл во всех турнирах 26 матчей и по итогам сезона клуб вылетел в первую лигу.
8 июня 2022 года перешёл в «Химки», подписав контракт до конца сезона 2023/24. Дебютировал за клуб 20 августа 2022 года в матче 6-го тура чемпионата России против московского «Локомотива» (0:3), выйдя на 65-й минуте встречи вместо Дениса Глушакова. Всего за «Химки» провёл 22 матча во всех турнирах
28 августа 2023 года перешёл в азербайджанский клуб «Сабах». Дебютировал за клуб 17 сентября 2023 года в матче 6-го тура чемпионата Азербайджана против «Карабаха» (0:2), выйдя на 63-й минуте встречи вместо Алексея Исаева.

## Карьера в сборной
Гулиев имеет корни из Азербайджана, а родился в Москве, и сделал выбор играть за сборную России.
С 2011 года выступает за юношеские сборные России различных возрастов. В 2015 году стал вице-чемпионом Европы среди юношей (U-19). С 2015 года привлекается в молодёжную сборную. В ноябре 2016 года забил гол в контрольном матче со швейцарцами, вышел на поле после перерыва и на 62-й минуте сделал счёт ничейным — 2:2.
В ноябре 2016 года в составе сборной ФНЛ участвовал в товарищеском матче против молодёжной сборной Кипра.
В 2018 году снова играл за молодёжную сборную, в матчах с Египтом и Сербией. В матче с Македонией не мог принимать участие из-за трёх жёлтых карточек. В следующем матче молодёжной сборной вышел на поле на 79-й минуте.

## Скандал с избиением пешехода
11 апреля 2019 года стало известно, что Гулиев стал инициатором конфликта на Краснопрудной улице в Москве. Проезжая по ней на «Мерседесе», он не остановился при появлении красного сигнала для водителей на светофоре. В числе пешеходов, переходивших улицу, был гражданин США Майкл Коу Джон Эли, который едва не попал под колёса автомобиля. Гулиев ударил его по лицу, а через некоторое время стал избивать кулаками. Гулиев был задержан полицией, где принёс извинения, и американец написал заявление, что не имеет претензий к Гулиеву. Руководство «Спартака» заявило, что осуждает любые проявления насилия и считает поведение своего игрока недопустимым; в связи с этим клуб пообещал применить к игроку строгие дисциплинарные санкции. 19 апреля Мировой суд Москвы лишил футболиста водительских прав на 4 месяца.

## Личная жизнь
Отец Аяза по национальности — азербайджанец. Его корни из города Ленкорань и посёлка Борадигях Масаллинского района в Азербайджане. Отец после армии в возрасте двадцати лет переехал в столицу России, где и познакомился с матерью будущего футболиста.
В марте 2025 года СМИ сообщили, что Гулиев сменил спортивное гражданство России на азербайджанское, чтобы иметь право выступать за сборную Азербайджана.

## Достижения
«Спартак-2»
- Победитель Первенства ПФЛ: 2014/15 (зона «Запад»)

«Сабах»
- Обладатель Кубка Азербайджана: 2024/25

Россия (до 19)
- Серебряный призёр чемпионата Европы: 2015

## Статистика

### Клубная
| Выступление      | Выступление      | Выступление      | Лига | Лига | Кубки | Кубки | Еврокубки | Еврокубки | Итого | Итого |
| Клуб             | Лига             | Сезон            | Игры | Голы | Игры  | Голы  | Игры      | Голы      | Игры  | Голы  |
| ---------------- | ---------------- | ---------------- | ---- | ---- | ----- | ----- | --------- | --------- | ----- | ----- |
| → Спартак-2      | ПФЛ              | 2013/14          | 2    | 0    | 0     | 0     | —         | —         | 2     | 0     |
| → Спартак-2      | ПФЛ              | 2014/15          | 7    | 0    | 0     | 0     | —         | —         | 7     | 0     |
| → Спартак-2      | ФНЛ              | 2015/16          | 23   | 1    | 0     | 0     | —         | —         | 23    | 1     |
| → Спартак-2      | ФНЛ              | 2016/17          | 17   | 0    | 0     | 0     | —         | —         | 17    | 0     |
| → Спартак-2      | Итого            | Итого            | 49   | 1    | 0     | 0     | —         | —         | 49    | 1     |
| → Анжи           | Премьер-лига     | 2016/17          | 11   | 0    | 1     | 0     | —         | —         | 12    | 0     |
| → Анжи           | Премьер-лига     | 2017/18          | 11   | 1    | 0     | 0     | —         | —         | 11    | 1     |
| → Анжи           | Итого            | Итого            | 22   | 1    | 1     | 0     | —         | —         | 23    | 1     |
| → Ростов         | Премьер-лига     | 2017/18          | 6    | 0    | 0     | 0     | —         | —         | 6     | 0     |
| → Ростов         | Итого            | Итого            | 6    | 0    | 0     | 0     | —         | —         | 6     | 0     |
| Ростов           | Премьер-лига     | 2018/19          | 14   | 1    | 1     | 0     | —         | —         | 15    | 1     |
| Ростов           | Итого            | Итого            | 14   | 1    | 1     | 0     | —         | —         | 15    | 1     |
| Спартак (Москва) | Премьер-лига     | 2018/19          | 10   | 1    | 1     | 0     | —         | —         | 11    | 1     |
| Спартак (Москва) | Премьер-лига     | 2019/20          | 11   | 0    | 0     | 0     | 4         | 0         | 15    | 0     |
| Спартак (Москва) | Итого            | Итого            | 21   | 1    | 1     | 0     | 4         | 0         | 26    | 1     |
| Арсенал (Тула)   | Премьер-лига     | 2021/22          | 24   | 0    | 2     | 0     | —         | —         | 26    | 0     |
| Арсенал (Тула)   | Итого            | Итого            | 24   | 0    | 2     | 0     | —         | —         | 26    | 0     |
| Химки            | Премьер-лига     | 2022/23          | 19   | 0    | 2     | 0     | —         | —         | 21    | 0     |
| Химки            | Первая лига      | 2023/24          | 1    | 0    | 0     | 0     | —         | —         | 1     | 0     |
| Химки            | Итого            | Итого            | 20   | 0    | 2     | 0     | —         | —         | 22    | 0     |
| Всего за карьеру | Всего за карьеру | Всего за карьеру | 156  | 4    | 7     | 0     | 4         | 0         | 167   | 4     |